# Bahnhof Emmerich
Der Bahnhof Emmerich ist der Bahnhof der Stadt Emmerich am Rhein im Kreis Kleve. Er liegt an der zweigleisigen elektrifizierten Hollandstrecke. Er war bis zur Eröffnung des Haltepunkts Emmerich-Elten der deutsche Grenzbahnhof an dieser Strecke, niederländischer Grenzbahnhof ist der Bahnhof Zevenaar.

## Geschichte

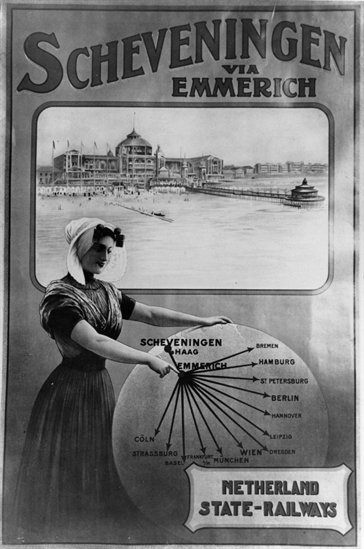
Alle Wege führen über Emmerich, Plakat aus den 1920er-Jahren

Der Emmericher Bahnhof ging zusammen mit dem Abschnitt Arnhem – Zevenaar – Emmerich am 15. Februar 1856 in Betrieb. Die Inbetriebnahme des anschließenden Abschnittes bis Dinslaken folgte am 20. Oktober desselben Jahres, womit die Strecke komplett war. Erbauer und Betreiber der Strecke auf preußischem Boden war die Cöln-Mindener Eisenbahn-Gesellschaft, die 1879 von den preußischen Staatsbahnen übernommen wurde.
Von 1909 bis 1929 gab es einen Übergang zur schmalspurigen Straßenbahn Zutphen–Emmerich und von 1918 bis 1945 zur normalspurigen Kleinbahn Wesel–Rees–Emmerich.
Zum 16. März 1961 erfolgte die Zusammenlegung der deutschen und niederländischen Grenzabfertigung des Güterverkehrs der Eisenbahnstrecke Emmerich – Zevenaar im Bahnhof Emmerich.
Im Jahr 2006 wurde versuchsweise die Regionalbahnlinie RB 34 („Der Arnheimer“) in Betrieb genommen. Betrieben wurde die Verbindung von dem niederländischen Eisenbahnverkehrsunternehmen Syntus mit Fahrzeugen vom Typ LINT 41. Noch im selben Jahr wurde diese Verbindung aufgrund von zu geringer Nachfrage wieder eingestellt.
Bis zum Jahr 2017 war der Bahnhof ein Systemwechselbahnhof, bei dem die Spannungsversorgung der Oberleitungen zwischen den beiden Stromsystemen (D: 15 kV, 16,7 Hz ~ und NL: 1,5 kV =) umschaltbar waren. Inzwischen befindet sich eine Systemtrennstelle (D: 15 kV, 16,7 Hz ~ und NL: 25 kV, 50 Hz) in Höhe der Staatsgrenze. Der Wechsel zwischen Wechsel- und Gleichspannung (25 kV, 50 Hz ~ und 1,5 kV =) findet nunmehr im Bahnhof Zevenaar Oost an der Ausfädelung der Betuweroute aus der Hauptstrecke nach Arnhem statt. Güterzüge nach Kijfhoek wechseln daher nur noch einmal das Stromsystem, Personenzüge Richtung Arnhem hingegen zweimal.

## Lage und Aufbau

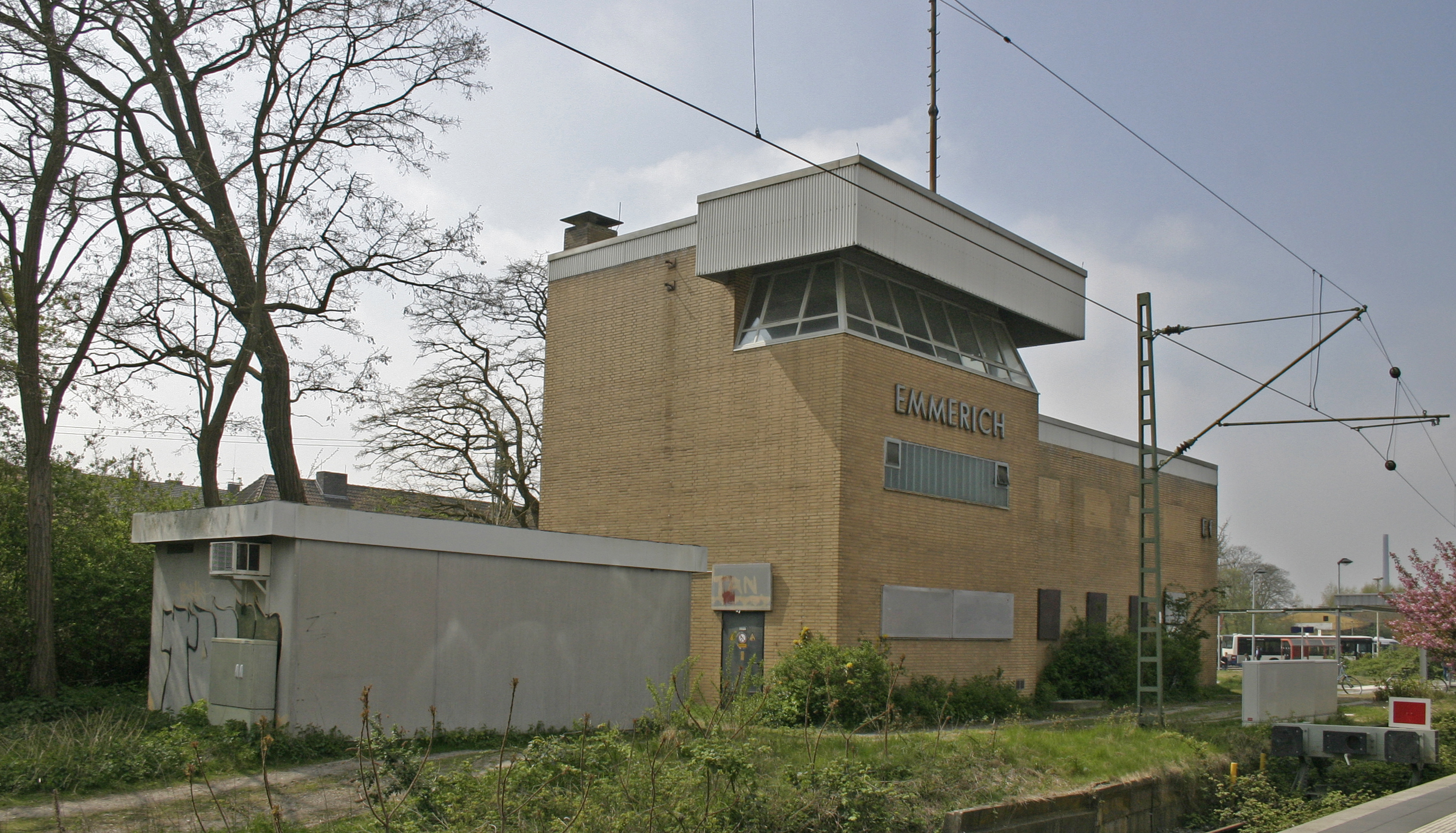
Ehemaliges Relaisstellwerk Ef, 2015

Der Bahnhof liegt ungefähr einen Kilometer nordöstlich des Stadtzentrums an der zweigleisigen elektrifizierten Hollandstrecke. Für den Personenverkehr stehen zwei Mittelbahnsteige mit vier Gleisen zur Verfügung. Gleis 1 ist ein Stumpfgleis mit Ausfahrt nach Wesel, Gleis 2 und 3 dienen als Durchfahrgleise. Die Züge des Regionalverkehrs nutzten bis zur Verlängerung des RE19 nach Arnheim nur das Gleis 1. Die restlichen Bahnsteige wurden im Regelfall nicht von haltenden Zügen bedient. Nördlich der Bahnsteige stehen weitere Gleise für den Güterverkehr zur Verfügung. Im östlichen Bereich gibt es südlich der Streckengleise noch mehrere Abstellgleise. Im östlichen Bereich lag auch der Übergabebahnhof der Kleinbahn Wesel–Rees–Emmerich mitsamt einer Wagenhalle. Die Strecke dieser Bahn führte auf der Straßenseite am Bahnhof vorbei.
Westlich des Bahnhofes zweigt ein Anschlussgleis zur Hafenbahn des Hafens Emmerich ab.
Das Empfangsgebäude ist durch einen Korridor mit den Bahnsteigen verbunden. Das ehemalige Zollgebäude entlang dieses Weges und die Überdachung des Weges wurden 2013 abgerissen. Direkt neben dem Korridor befindet sich ein Taxistand und der Emmericher Busbahnhof mit einer Park-and-Ride-Anlage.
Im Rahmen der nordrhein-westfälischen Modernisierungsoffensive 2 (MOF 2) für kleine und mittlere Bahnhöfe wurde der Hausbahnsteig 2014 umfassend modernisiert. Die Modernisierung des Mittelbahnsteigs sollte ursprünglich 2015 folgen, nach mehrfacher Verzögerung begannen die Arbeiten aber erst zu Ostern 2021 und wurden im Januar 2022 abgeschlossen.

### Gleichrichterwerk
In Emmerich betrieb die Deutsche Bahn mit dem Gleichrichterwerk (GLW) Emmerich ein dezentrales Gleichrichterunterwerk für die Versorgung des Grenzstreckenabschnittes mit der in den Niederlanden üblichen Gleichspannung von 1,5 kV. Mit der Verlegung der Systemtrennstelle zur Staatsgrenze und der Umstellung der anschließenden Strecke auf 25 kV Wechselspannung ging die Anlage 2017 außer Betrieb.

### Stellwerk
2012 wurde das Emmericher Stellwerk durch ein elektronisches Stellwerk (ESTW) ersetzt. Das ESTW überwacht die Bahnstrecke Wesel–Bocholt sowie die gesamte Hollandstrecke bis einschließlich Oberhausen-Sterkrade.

## Verkehr

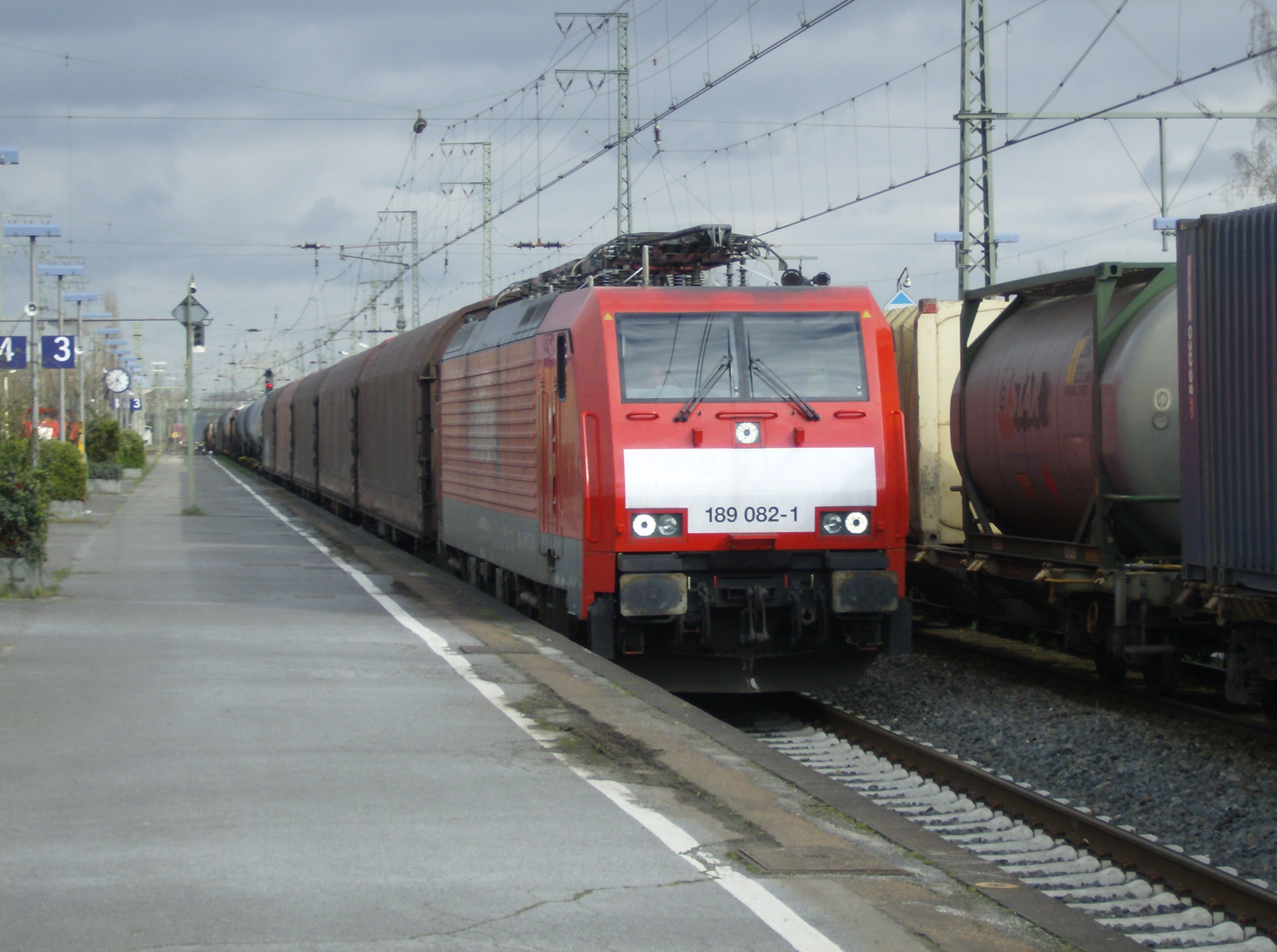
Schwungfahrt eines Güterzugs mit 189 082 durch den Systemwechselbahnhof Emmerich, 2008

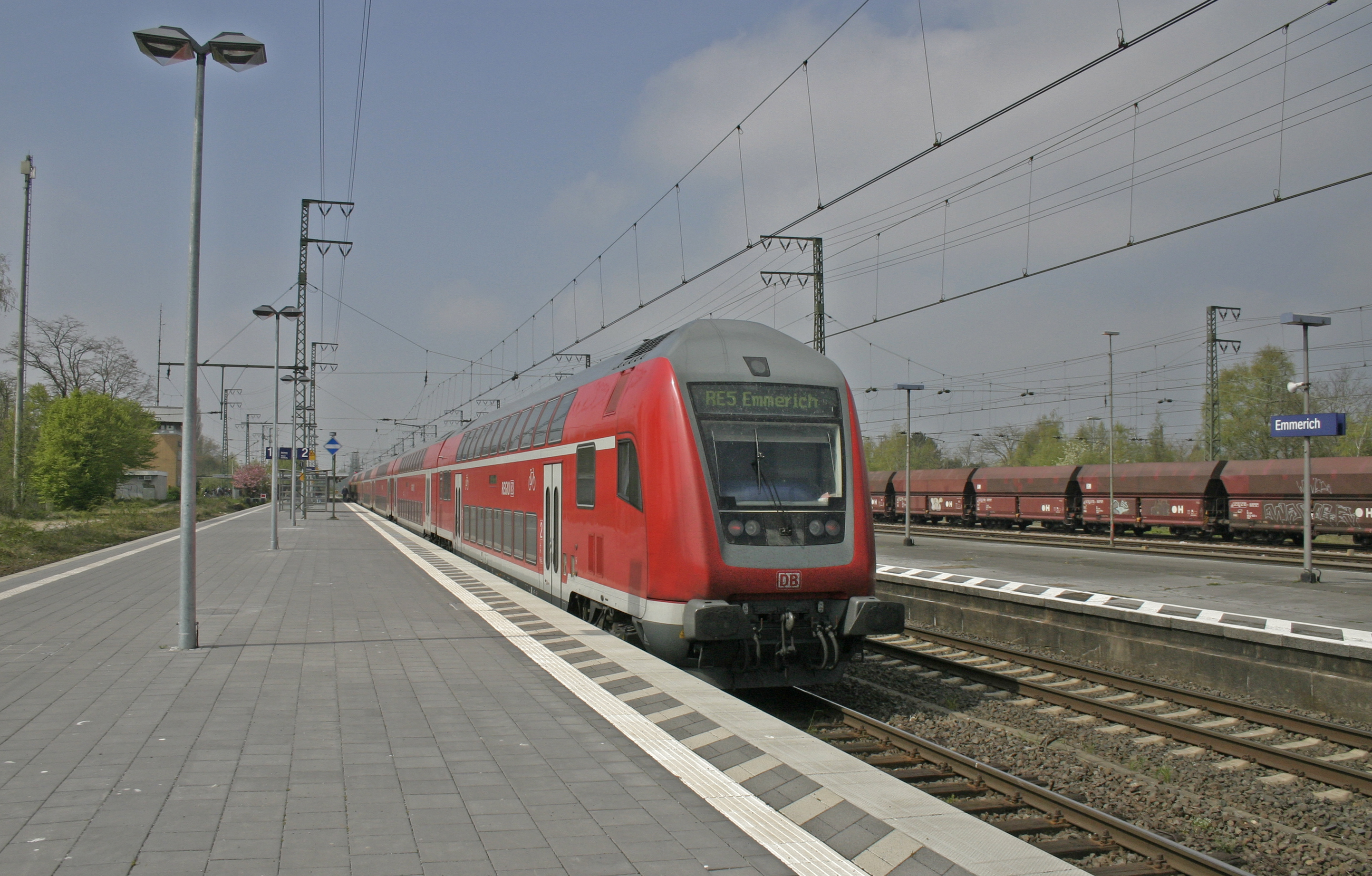
RE5 Rhein-Express an Gleis 2, 2015

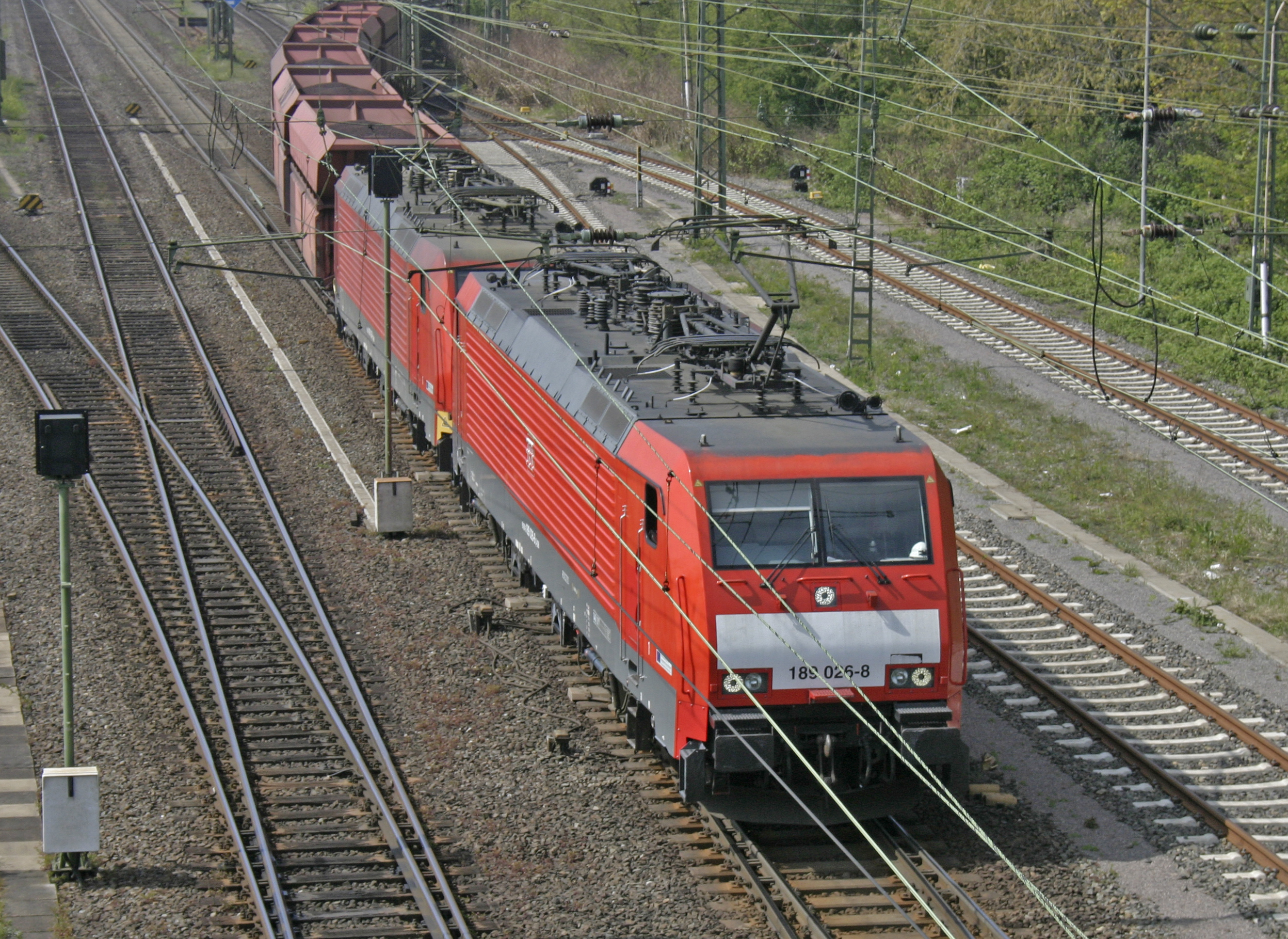
Ausfahrt eines 5200-Tonnen-Erzzuges mit zwei 189 nach Dillingen, 2015

### Güterverkehr
Die Bahnstrecke Oberhausen–Arnhem stößt in Zevenaar auf die Betuweroute, eine der wichtigsten Güterfernverkehrsstrecken. Über diese rollen täglich sehr viele Züge von Rotterdam nach Duisburg, zum Teil auch nach Genua. Diese Züge werden auch im Güterbahnhof Emmerich rangiert.

### Personenverkehr
Auf dieser Strecke verkehrt neben dem Güterverkehr und Schienenpersonenfernverkehr (heute ohne Halt in Emmerich) im Schienenpersonennahverkehr der Rhein-IJssel-Express (RE 19) täglich im Stundentakt.

#### Fernverkehr
Im Schienenpersonenfernverkehr war Emmerich bis 2000 EuroCity-Bahnhof. Durch den Einsatz mehrsystemfähiger Intercity-Express-Züge entfiel der bis dahin nötige Lokwechsel und der Halt in Emmerich. Dadurch gab es keine direkten Tagesschienenverbindungen in die nächste (30 Kilometer entfernte) Großstadt Arnhem (NL) mehr und es bestand lediglich eine Busanbindung zum Bahnhof Nijmegen mit Anschluss an einen Regionalexpress zum Bahnhof Arnhem Centraal. Die Fahrzeit von Emmerich nach Arnheim betrug so ungefähr zwei Stunden. Diese Lücke im Fahrplanangebot wurde mit der Verlängerung des Rhein-IJssel-Express von Emmerich über Zevenaar nach Arnhem zum 6. April 2017 geschlossen.
Bis Dezember 2015 hielt hier täglich ein Nachtreisezug-Paar von Amsterdam nach München bzw. Zürich (vgl. Entwicklung des Fernverkehrs der Hollandstrecke).
Von 1952 bis 1970 war Emmerich Endbahnhof für eine Wagengruppe des von NS, DB und ÖBB geführten Schnellzuges Wien-Holland-Express. Die anderen Warengruppen verkehrten weiter bis Amsterdam.

#### Regionalverkehr
| Linie | Zuglauf/Name | Takt   | Betreiber |
| ----- | --- | ------ | --------- |
| RE 19 | Rhein-IJssel-Express: Arnhem Centraal – Zevenaar – Emmerich-Elten – Emmerich – Praest – Millingen (b Rees) – Empel-Rees – Haldern (Rheinl) – Mehrhoog – Wesel Feldmark – Wesel – Friedrichsfeld (Niederrhein) – Voerde (Niederrhein) – Dinslaken – Oberhausen-Holten – Oberhausen-Sterkrade – Oberhausen Hbf – Duisburg Hbf – Düsseldorf Flughafen – Düsseldorf Hbf Stand: Fahrplanwechsel Dezember 2023 | 60 min | VIAS      |

Ein grenzüberschreitender Nahverkehr wurde seit 2006 nicht mehr angeboten, der etwa 17 Kilometer entfernte niederländische Bahnhof Zevenaar konnte deshalb auf der Schiene ausschließlich durch etwa dreistündige Umwegfahrt über Oberhausen und Arnheim unter Einbeziehung von Fernverkehrszügen erreicht werden. Mit der Einführung des RE 19 von Düsseldorf Hbf bis Arnhem Centraal mit Zwischenhalt in Zevenaar im April 2017 ist dieser Missstand behoben worden. Die im Vorfeld stattgefundene Ausschreibung konnte Abellio Rail NRW für sich entscheiden. Nach der Insolvenz des Unternehmens übernahm Anfang 2022 die Vias Rail aus Düren den Betrieb.
Bis dahin wurde der Bahnhof Emmerich von den Linien RE 5 (Emmerich – Koblenz Hbf) und RB 35 (Emmerich – Düsseldorf Hbf) der DB Regio angefahren. Der RE 5 verkehrt seitdem bis auf eine Fahrt je Richtung nur noch von und bis Wesel. Die RB 35 wurde vollständig eingestellt, ihre Liniennummer ist inzwischen anderweitig neu vergeben worden. Vias setzt fünfteilige mehrsystemfähige Triebwagen vom Typ Flirt ein, die sowohl mit der deutschen als auch den niederländischen Spannungen fahren können. Daneben gibt es aber auch Alternativen mit dem ÖPNV auf der Straße.
Früh morgens beginnt eine Fahrt des RE 5 in Emmerich (Zugnummer 28505), entsprechend endet hier auch eine Fahrt am späten Abend (Zugnummer 28534).
Für den gesamten öffentlichen Personennahverkehr (ÖPNV) gilt der Tarif des Verkehrsverbundes Rhein-Ruhr (VRR) und tarifraumüberschreitend der NRW-Tarif.
Die Aufgabenträgerschaft für den Schienenpersonennahverkehr (SPNV) liegt beim Nahverkehrs-Zweckverband Niederrhein (NVN). Zum 1. Januar 2008 übertrug der NVN seine SPNV-Aufgabenträgerschaft auf die VRR AöR.

### Busverkehr
In unmittelbarer Nähe zum Bahnhof Emmerich befindet sich der Busbahnhof Emmerich, der gemäß Buskonzept 2012 von folgenden Linien bedient wird:
| Linie | Linienweg | Takt Mo–Fr                                                                                         | Takt Sa | Takt So   |
| ----- | --- | -------------------------------------------------------------------------------------------------- | ------- | --------- |
| SB58  | Emmerich Bahnhof – Kleiner Löwe – Geistmarkt – Rheinbrücke – Warbeyen – Kellen – Kleve Bahnhof (– Donsbrüggen – Nütterden – Kranenburg – Landesgrenze – Beek – Museum Het Valkhof – Nimwegen Bahnhof)                                                             | 030 0(60)                                                                                          | 060     | 060 (120) |
| 88    | (Hansastraße (Willibrord Gymnasium)) – Emmerich Bahnhof – Vrasselt – Praest – Bienen – Esserden – Rees Busbahnhof | 060                                                                                                | 120     | 120       |
| 90    | Emmerich Bahnhof – Kleiner Löwe – Geistmarkt – Amtsgericht – Hansastr. – Helenenbusch – Liebfrauenkirche – Arbeitsagentur | 60/30                                                                                              | 060     | 120       |
| 91    | Emmerich Bahnhof – Kleiner Löwe – Geistmarkt – Amtsgericht – Kaninenfang – Gouden Handen – ’s-Heerenberg Molenpoort | 60/120                                                                                             | 060     | –         |
| 93    | Geistmarkt – Kleiner Löwe – Emmerich Bahnhof – Vrasselt – Dornick – Praest | 120                                                                                                | 120     | –         |
| 94    | Emmerich Bahnhof – Kleiner Löwe – Geistmarkt – Amtsgericht – Hansastraße (Willibrord Gymnasium) – Karl-Arnold-Straße – Heideweg – Borghees Hoher Weg – Laarscher Weg – Hüthum Kirche – Mailandstraße – Elten Berg – Elten Seminarstraße – Elten Zevenaarer Straße | 060                                                                                                | 060     | 120       |
| E94   | Emmerich Bahnhof – Kleiner Löwe – Geistmarkt – Amtsgericht – Willibrord Gymnasium (Hansastraße) – Karl-Arnold-Straße – Heideweg – Borghees Hoher Weg – Laarscher Weg – Hüthum Kirche – Mailandstraße – Elten Berg – Elten Seminarstraße – Elten Zevenaarer Straße | 01× morgens und mittags (Abfahrt 07:19 von Elten Zevenaarer Straße und 13:33 von Emmerich Bahnhof) | 0–      | –         |
| BEM   | Bürgerbus Emmerich: Emmerich Bahnhof – Kleiner Löwe – Amtsgericht – Speelberg – Leegmeer | 060                                                                                                | 060     | –         |

Die Aufgabenträgerschaft für den Straßenpersonennahverkehr (ÖSPV) liegt beim Kreis Kleve.

### ÖPNV zum Bahnhof Zevenaar
Vom Bahnhof Emmerich zum Bahnhof Zevenaar gab es bis zum 5. April 2017 keine direkten Schienenverkehrsangebote. Seitdem verkehrt im Stundentakt der Rhein-IJssel-Express. Alternativ kann weiterhin der Bürgerbus Rijnwaarden und das Stadsregiotaxi genutzt werden.

#### Bürgerbus Rijnwaarden
Auf der Straße kann der Bahnhof Zevenaar mit der Buslinie 94 und Umstieg in Elten auf die niederländische Bürgerbuslinie 566 erreicht werden. Wegen fehlender Abstimmung der Fahrpläne entstehen allerdings zum Teil lange Umsteigezeiten. Im Optimalfall ist eine Fahrzeit von knapp einer Stunde zu erreichen.
Seit dem 13. Dezember 2010 fährt ein niederländischer Bürgerbus (Buurtbus Rijnwaarden, Linie 566, Stundentakt) durch Emmericher Gebiet. Dieser Bürgerbus verbindet den Ortsteil Elten mit den niederländischen Orten Spijk, Tolkamer, Lobith, Babberich und Zevenaar. Am Bahnhof Zevenaar besteht Anschluss an das niederländische Bahnnetz.
| Linie | Linienweg                                                        | Takt Mo–Fr | Takt Sa | Takt So |
| ----- | ---------------------------------------------------------------- | ---------- | ------- | ------- |
| 566   | Spijk – Tolkamer – Lobith – Elten – Babberich – Zevenaar Bahnhof | 60         | -       | -       |

#### Stadsregiotaxi
Nach Voranmeldung ist das Stadsregiotaxi die schnellste ÖPNV-Alternative zwischen den Bahnhöfen Emmerich und Zevenaar.
Das Stadsregiotaxi ist ein niederländisches nachfrageabhängiges ergänzendes ÖPNV-Angebot, das auch für Fahrten von und nach Emmerich genutzt werden kann. Nach Voranmeldung per Telefon oder Website (mindestens ein bis zwei Stunden vor der gewünschten Fahrtzeit) wird man zur gewünschten Zeit mit einem Sammeltaxi von Tür zu Tür befördert, wobei die Startadresse oder die Zieladresse im Kerngebiet des Stadsregiotaxis, der Städteregion Arnheim Nimwegen (SRAN), liegen muss. Bei Weiterfahrt mit dem Zug kann eine Fahrt mit Ankunftsgarantie bestellt werden. Dann wird eine Ankunft bis zu 15 Minuten vor der abgesprochenen Zeit sichergestellt. Das Stadsregiotaxi kann somit auch als linienergänzendes Angebot verwendet werden, um die beiden Bahnhöfe Emmerich und Zevenaar zu verbinden.

## Weitere Stationen in Emmerich

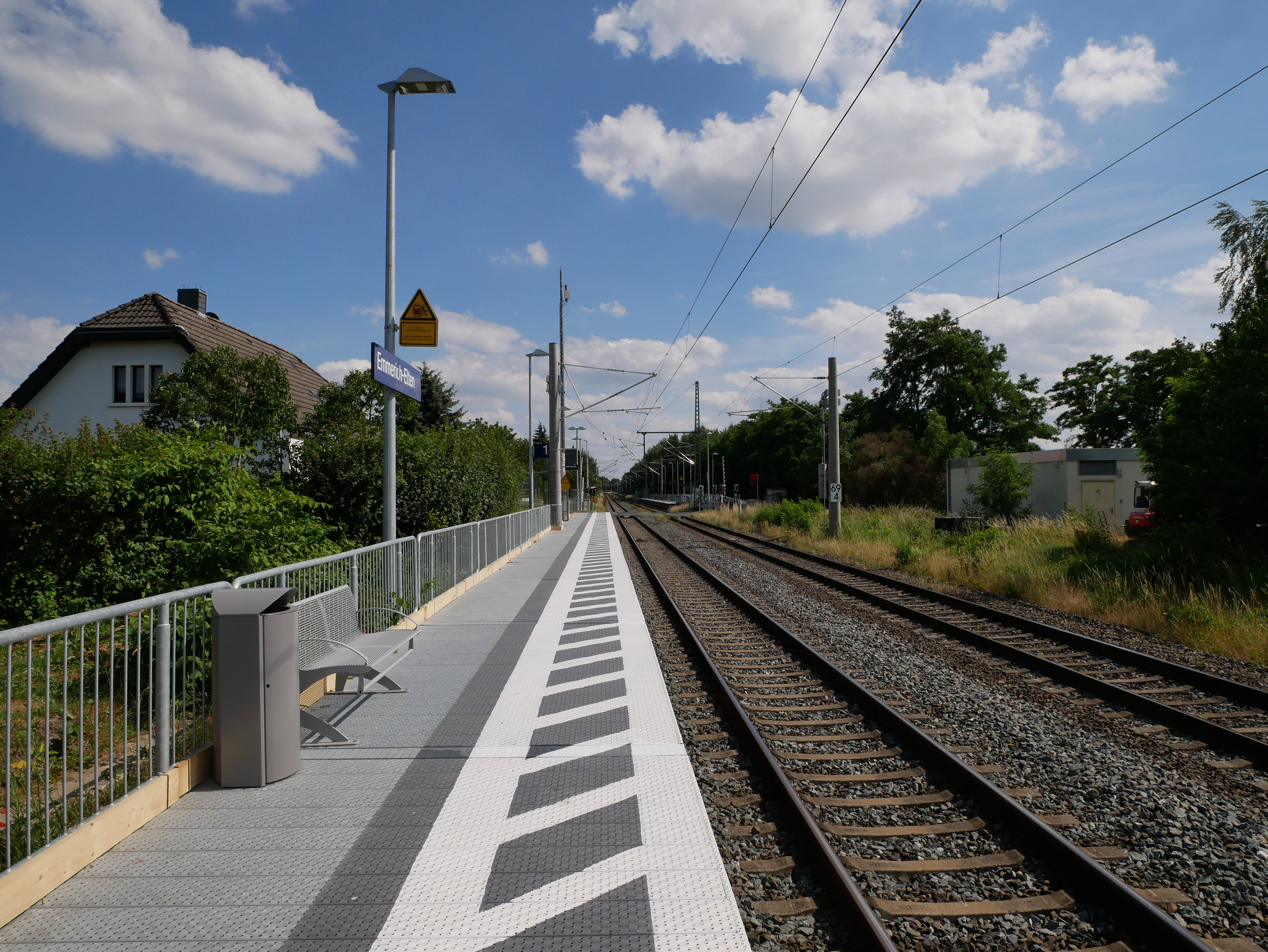
Der Haltepunkt Emmerich-Elten am Tag seiner Inbetriebnahme

Von 1856 bis 1966 gab es auf heutigem Emmericher Stadtgebiet den Bahnhof Elten. Eingestellt wurde der Personenverkehr im Rahmen der Elektrifizierung der Strecke, wobei der Abschnitt zwischen dem Systemwechselbahnhof Emmerich und der Grenze entsprechend dem niederländischen Bahnstromsystem gespeist wurde und somit für deutsche Züge nicht mehr erreichbar war. Mit dem durchgehenden Regionalverkehrsangebot des RE 19 wurde der Halt am 1. Juli 2019 wieder in Betrieb genommen. Bis zum fertiggestellten Ausbau der Strecke ist dort ein provisorischer Modulbahnsteig vorhanden, dem vier Jahre später der endgültige folgen soll.
Außerdem bestand zwischen 1865 und 1926 der Bahnhof Welle der Rheinischen Eisenbahn-Gesellschaft im Rahmen des Trajektes Spyck–Welle.

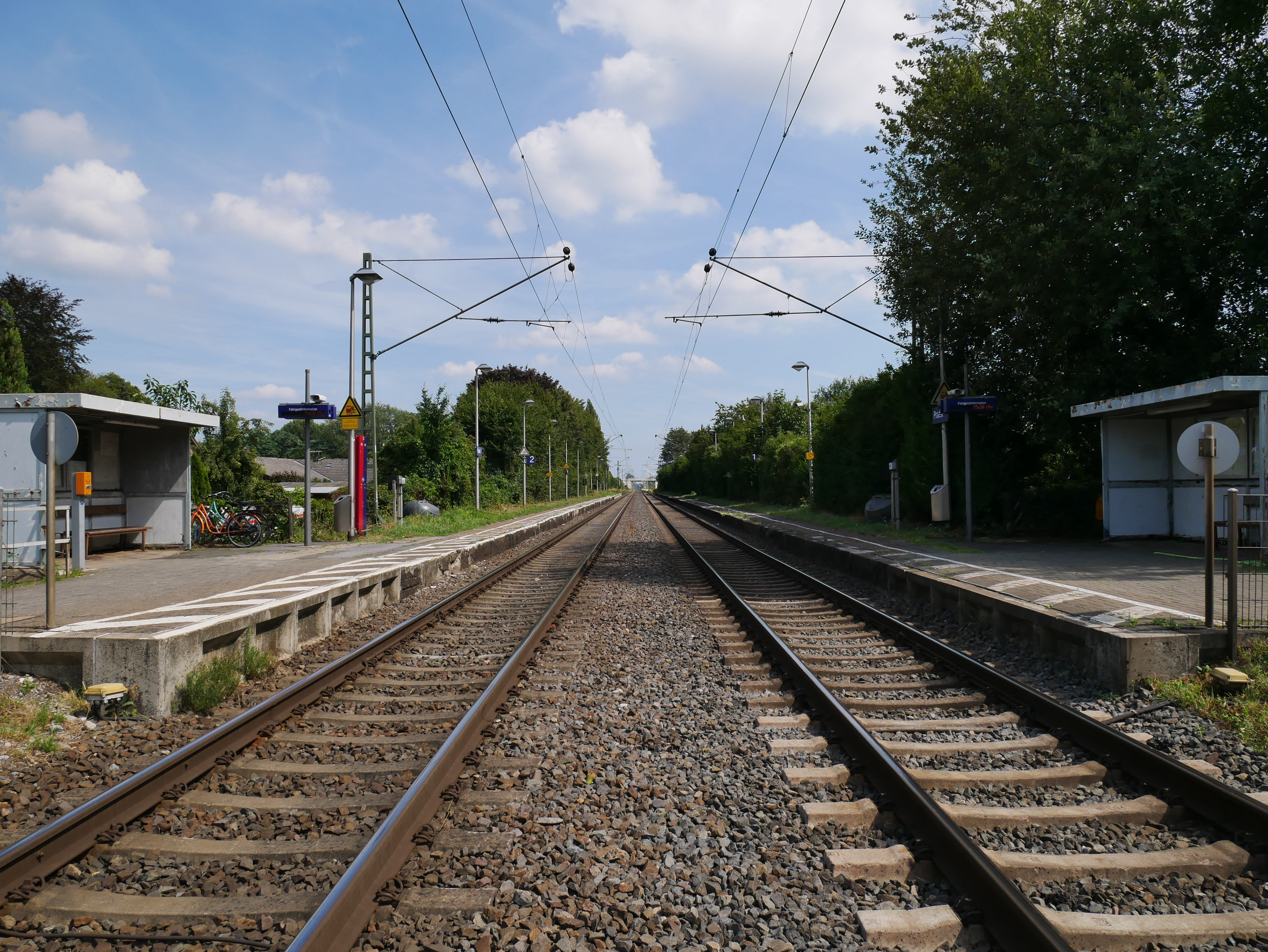
Der Haltepunkt Praest

1880 wurde der Haltepunkt Praest eröffnet. Dieser wurde vom Rhein-Express (RE 5) zwischen 2007 und 2016 nur in der Hauptverkehrszeit in Lastrichtung bedient, also morgens in Richtung Düsseldorf und abends in Richtung Emmerich. Seitdem der Rhein-IJssel-Express (RE 19) verkehrt, wird hier regelmäßig stündlich gehalten.